# Maison du Pantalon
Maison du Pantalon var en svensk konfektionsfirma som grundades 1980. Företaget ägdes och bedrevs av Lena von Essen och Nina Klangenberg. År 1984 tilldelades de det svenska designpriset Guldknappen. Vid tiden för priset fanns huvudbutik och kontor på S:t Eriksgatan i Stockholm men kläderna såldes på mässor och i affärer i Sverige, Norge och Finland. Kläderna beskrevs äga raka linjer och vara lättburna.

## Grundarna
Lena von Essen tog studenten 1969 och hann avsluta sin utbildning vid Märthaskolan under tidigt 1970-tal innan skolan stängde 1975. Vid Märthaskolan lärde hon sig sömnad, modeteckning och bokföring. Därefter bar det av till Tillskärarakademin i Köpenhamn. Efter arbete med In Wears herrkollektionsserie Matinique, också i Köpenhamn, återvände hon fem år senare till Sverige.
Nina Klangenberg, gift med Kjell Klangenberg (involverad i Maison du Pantalons ekonomiska sfär), satt som liten hemma hos sin mormor och knåpade med knappar och tyger.  Som ung tonåring fick hon följa med sin mor, som ägde egen butik i Sundsvall, på modemässor i Europa. Då och då blev hon av sin mor skickad på kurser vid Köpmannainstitutet i Stockholm där hon bland annat gick textil och merkantil fackkurs.

### Tillvägagångssätt
von Essen och Klangenberg spånade idéer tillsammans för hur kläddesignen skulle se ut inför varje plagg. Fokus låg framförallt kring damkläder, dock inte grova ytterplagg. Klangenberg ritade mönstren och tillsammans valde de tyger, material och färger för att därefter få dessa uppsydda i fabrik i bland annat Hong Kong, Portugal och Finland. När kläderna var färdigsydda skickades de tillbaka för att säljas i butik och på mässor vid flera orter i Sverige, Norge och Finland.

## Guldknappen
1982 delades designpriset Guldknappen ut för första gången ut och 1984 var det von Essen och Klangenbergs tur med sitt gemensamma företag Maison du Pantalones. Den dåvarande chefredaktören för Damernas Värld, Björn Vingård, skrev att kläderna von Essen och Klangenberg designar kunde anses vara nära nog ålderslösa och att duon "skapar kläder utan alltför många sneglingar åt gällande trender, nycker och infall".